# Ростов-город

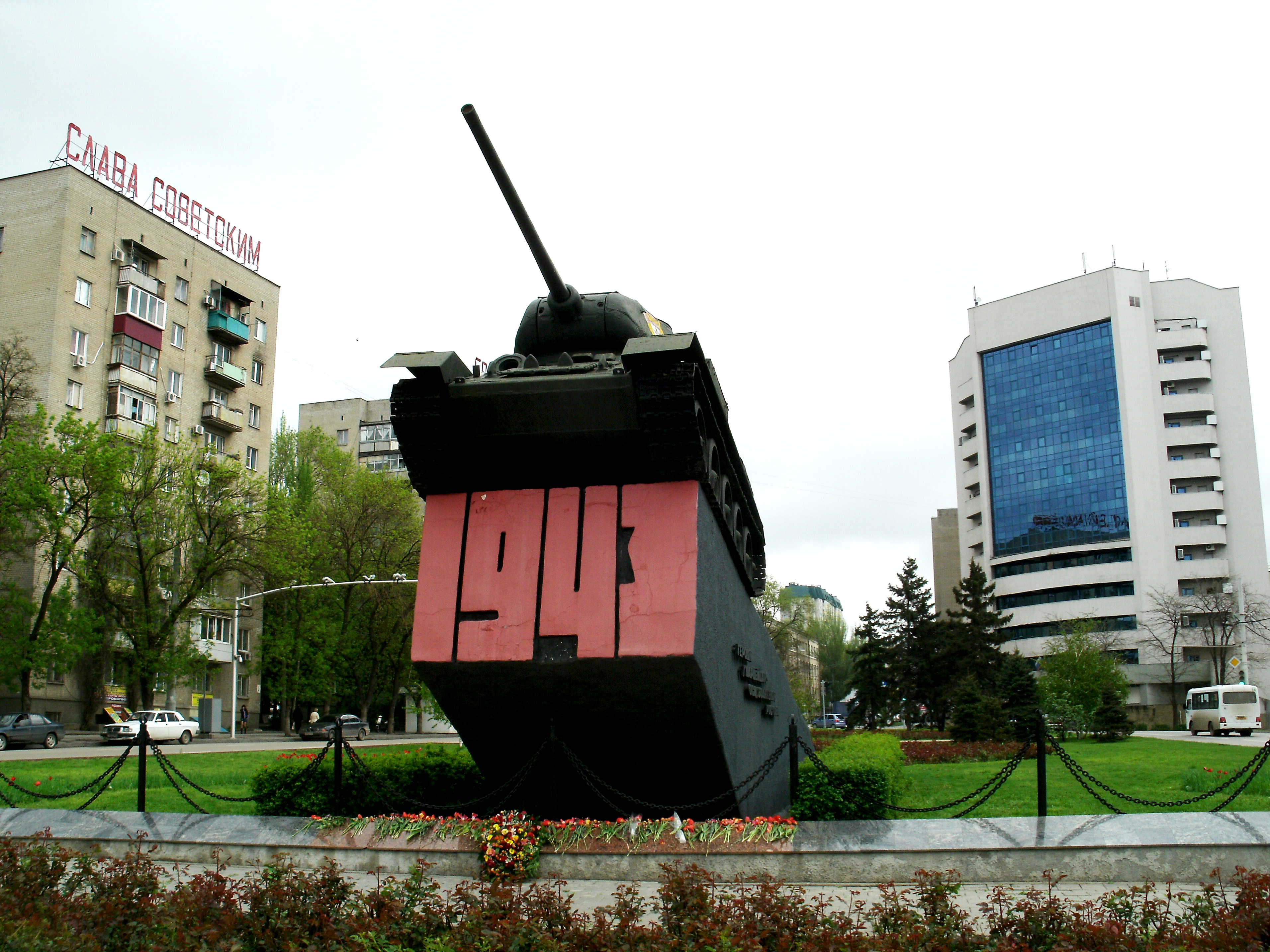
Памятник героям Ростова-на-Дону от немецко-фашистских захватчиков 14 февраля 1943 года

«Ростов-город, Ростов-Дон» — советская песня времён Великой Отечественной войны. Стихи — А. В. Софронова, музыка — М. И. Блантер. Официальный гимн города Ростов-на-Дону. Решение о выборе песни принято городской Думой 25 августа 2016 года. Также город получил исключительные права на песню. Исполняется на всех городских мероприятиях; перед началом домашних матчей в качестве гимна ГК «Ростов-Дон» и ФК «Ростов»; во время отправления поездов местного формирования с жд станции Ростов-Главный; каждый час курантами, установленными на здании ростовского ЦУМа. Доменное имя официального сайта администрации Ростова-на-Дону так же является отсылом к этой песне. В советское время использовался в качестве позывных ростовского радио.
х
Мы жили в этом городе, 

Дружили в этом городе, 

Ходили в этом городе гулять. 

Как шли мы с разговорами, 

С гитарой, с переборами, 

Любили мы подружкам напевать 

Припев: 

Ростов-город, Ростов-Дон! 

Синий звездный небосклон. 

Улица Садовая, 

Скамеечка кленовая. — 

Ростов-город, Ростов-Дон! 

1941

## История
Поэт Анатолий Софронов с первых дней войны был на фронте в качестве сотрудника армейской газеты 19-й армии «К победе», получил ранение и попал в госпиталь, после того как поправился, был направлен в Москву в резерв политсостава Красной армии. В столице на Софронова вышел Матвей Блантер и предложил написать песню о Ростове-на-Дону, воодушевлённый успехами советских войск под Ростовом.
Из воспоминаний Софронова:
Однажды в Музгизе (Государственное музыкальное издательство), подходит ко мне незнакомый человек и говорит: «Вы не ростовчанин, Софронов?» «Да, из Ростова», — отвечаю. «Я — Блантер. Давайте напишем песню о Ростове. Приходите ко мне в гостиницу». — И дал адрес. 
Наши как раз освободили Ростов, и я с волнением взялся за песню. Вскоре с готовым текстом появился у Блантера. В номере у него оказался поэт Виктор Гусев. Однако композитор не очень обрадовался моему визиту. Сказал, что уже написал песню с Гусевым. Гусев, заметив, очевидно, огорчение на моем лице, попросил стихи. Быстро прочитав их, он вдруг сказал: «Мотя, а ведь у него лучше. Пусть будет его текст. А мы с тобой другую напишем...
Однако с выходом песни в эфир пришлось подождать, виной тому стала военная обстановка. Положение на южном фронте осложнилось, и Ростов-на-Дону снова был захвачен немцами. И лишь в феврале 1943 года, когда после разгрома Сталинградской группировки гитлеровских войск Ростов-на-Дону вновь был освобожден от захватчиков, пришло время песни. Она была исполнена по радио Краснознаменным ансамблем, пел её Георгий Виноградов.
Немногим позже Музфонд выпустил отдельным изданием песню «Ростов-город». А через некоторое время вышла и пластинка с этой песней в исполнении Георгия Виноградова и Краснознаменного ансамбля.
Мелодия песни — яркая, побудительная, маршевая. Она написана Матвеем Блантером в самый расцвет его композиторского таланта, содержит ясные мелодические и гармонические переходы, легко запоминается с первого куплета даже непрофессиональному и неискушённому в музыкальном отношении слушателю. Может быть исполнена даже на самодеятельном уровне на любом инструменте, как духовом, так и струнном, практически любым голосом.
1 мая 2025 года в Донской государственной публичной библиотеке был выставлен первый печатный вариант песни, опубликованный 7 мая 1942 года в газете «Молот». Песня была напечатана в виде партитуры — с нотами и словами. 